# Ле-Пти-Борнан-ле-Глиер
Ле-Пти-Борнан-ле-Глиер (фр. Le Petit-Bornand-les-Glières) — коммуна и город во Франции, департамент Верхняя Савойя, регион Овернь — Рона — Альпы. С 1 января 2019 года коммуна Ле-Пти-Борнан-ле-Глиер юыла объединена с коммуной Энтремон и получила название Глиер-Валь-де-Борн. Административный центр коммуны в городке Ле-Пти-Борнан-ле-Глиер.

## География
Ле-Пти-Борнан-ле-Глиер расположен между Энтремоном на юге и Сен-Лораном (Верхняя Савойя) на севере, в 9 километрах юго-западнее Бонвиля и в 30 километрах юго-восточнее Женевы. Он лежит в живописной долине среди Французских Альп. Через коммуну протекает речка Арве. На территории Ле-Пти-Борнан-ле-Глиер находятся сернистые минеральные источники, известные и использующиеся ещё в галло-римскую эпоху. Местечко лежит на плато де Глиер.

## История
Церковный округ Пети-Бернар был здесь основан в 1152 году аббатством Эвремон при содействии савойского графа Гумберта III. В ХIII здесь была построена церковь Notre Dame de la visitation от женевской общины Сен-Виктор. Селение Борнан до 1292 года принадлежало аббатству Энтремон и графам Женевы, а затем вплоть до 1772 года было собственностью одного лишь аббатства. В 1772 году борнанцы выкупили свою деревню за 2000 ливров. С 1789 года Ле-Пти-Борнан-ле-Глиер принадлежало герцогам Савойи, с 1792 года в составе французского департамента Мон-Блан, а затем департаментов Савойя и Верхняя Савойя. В результате событий Великой Французской революции Ле-Пти-Борнан-ле-Глиер получил в 1793 году статус коммуны, а в 1801 году — местное самоуправление.

## Экономика
Основное занятие местных жителей — животноводство (молочное) и пасечное хозяйство. В Ле-Пти-Борнан-ле-Глиер расположена крупная молочная ферма.

## Известные личности
В Ле-Пти-Борнан-ле-Глиер в 1433 году родился Гильом Фише, преподаватель и затем ректор Сорбонны, совместно с Иоганнесом Хейнлином в 1470—1473 годы руководивший первой во Франции типографией.
1. 1 2  база данных о французских коммунах — Национальный географический институт Франции, 2015.